# Galeodes turki
Espèce
Synonymes
- Galeodes fuscus Turk, 1947 nec Birula, 1890

Galeodes turki est une espèce de solifuges de la famille des Galeodidae.

## Distribution
Cette espèce est endémique du Maharashtra en Inde,.

## Étymologie
Cette espèce est nommée en l'honneur de Frank Archibald Sinclair Turk.

## Publications originales
- Harvey, 2002 : Nomenclatural notes on Solifugae, Amblyppygi, Uropygi and Araneae (Arachnidda). Records of the Western Australian Museum, vol. 20, p. 449-459.
- Turk, 1947 : On two new species of the family Galeodidae (Solifuga) from Asia. Annals and Magazine of Natural History, sér. 11, vol. 14, no 109, p. 74–80.